# Jan Brito
Jan Brito (Jean o Bretão, c. 1415, Pipriac - 1484, Bruges) é o nome mais conhecido de Jan Brulelou, chamado de O Gutenberg bretão. Originário de Pipriac, perto de Redon, e provavelmente morto em Bruges, onde se perde qualquer pista sobre seu paradeiro, em 1484. Rival de Colard Mansion, é considerado um dos primeiros impressores de Bruges, e sem dúvida o primeiro impressor bretão.

## Biografia
Foi calígrafo e escrivão público em Tournai, fazia parte de uma família religiosa e artisticamente importante, antes de se fixar em Bruges, cidade flamenga de onde adquiriu a cidadania em 1455. Diz-se que pagou a sua cota à guilda de Saint-Jean, de 1454 a 1483.
Segundo a tradição, uma vez que parece ser do século XVIII e infundada, teria sido antes de Johannes Gutenberg, o inventor da impressão tipográfica na Europa. Esta afirmação tem encontrado defensores - na Bretanha e Bélgica - por mais de um século, mas é hoje em dia, totalmente abandonada.
Ignora-se a data da criação da tipografia, mas sabe-se que entre 1475 e 1476, imprimiu imagens sobre papel; esses são anos próximos ao que se tem certeza da primeira impressão de livros, A sua primeira obra impressa pode ser datada precisamente como do ano de 1477. Ela revela as filigranas, estabelecidas por Jacques Duval, com as datas de produção sendo entre 1464 e 1483.
Sabe-se que entre 1445 e 1450, Gutenberg desenvolveu a sua prensa de tipos metálicos móveis, e que entre 1453 e 1455 foi impresso o primeiro livro da história da impressão europeia, a sua famosa Bíblia de 42 linhas, pode-se concluir que apesar de não ter impresso nada antes de Gutenberg, Jan Brito é um dos pioneiros da impressão na Europa.

## Suas obras
Os arquivos de Bruges, de Courtrai, a Biblioteca Nacional da França e a Biblioteca Nacional da Escócia possuem raríssimos incunábulos, vários fragmentos de incunábulos, que imprimiam em francês, latim e flamengo.
Jan Brulelou com certeza imprimiu La Deffense de monseigneur le duc et de madame la duchesse d'Autriche et de Bourgogne, à l'encontre de la guerre que le roi a suscitée (A defesa do Monsenhor, o duque e da madame, a duquesa de Áustria e Borgonha, em relação à guerra que o rei suscitou). Obra contra Luís XI, composta pela comitiva de Maximiliano da Áustria, marido de Maria de Borgonha, desde 1477.

## Fama
Possuem seu nome:
- Hotel Jan Brito, em Bruges
- Liceu Jean Brito, em Bain-de-Bretagne
- ruas em Pipriac, Redon, Rennes, Bruges, etc.